# 驱逐舰

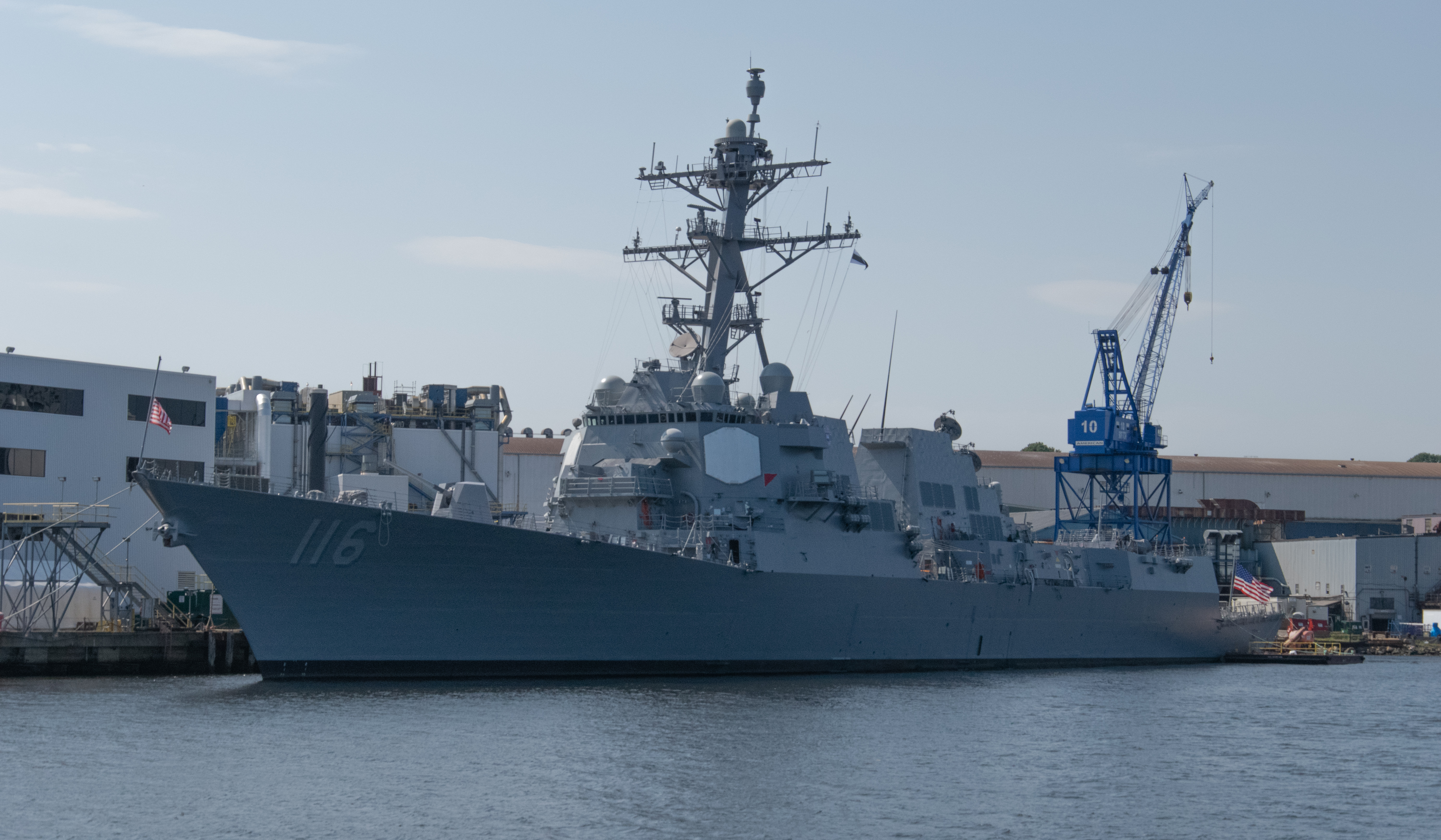
美國海軍阿利·伯克級驅逐艦

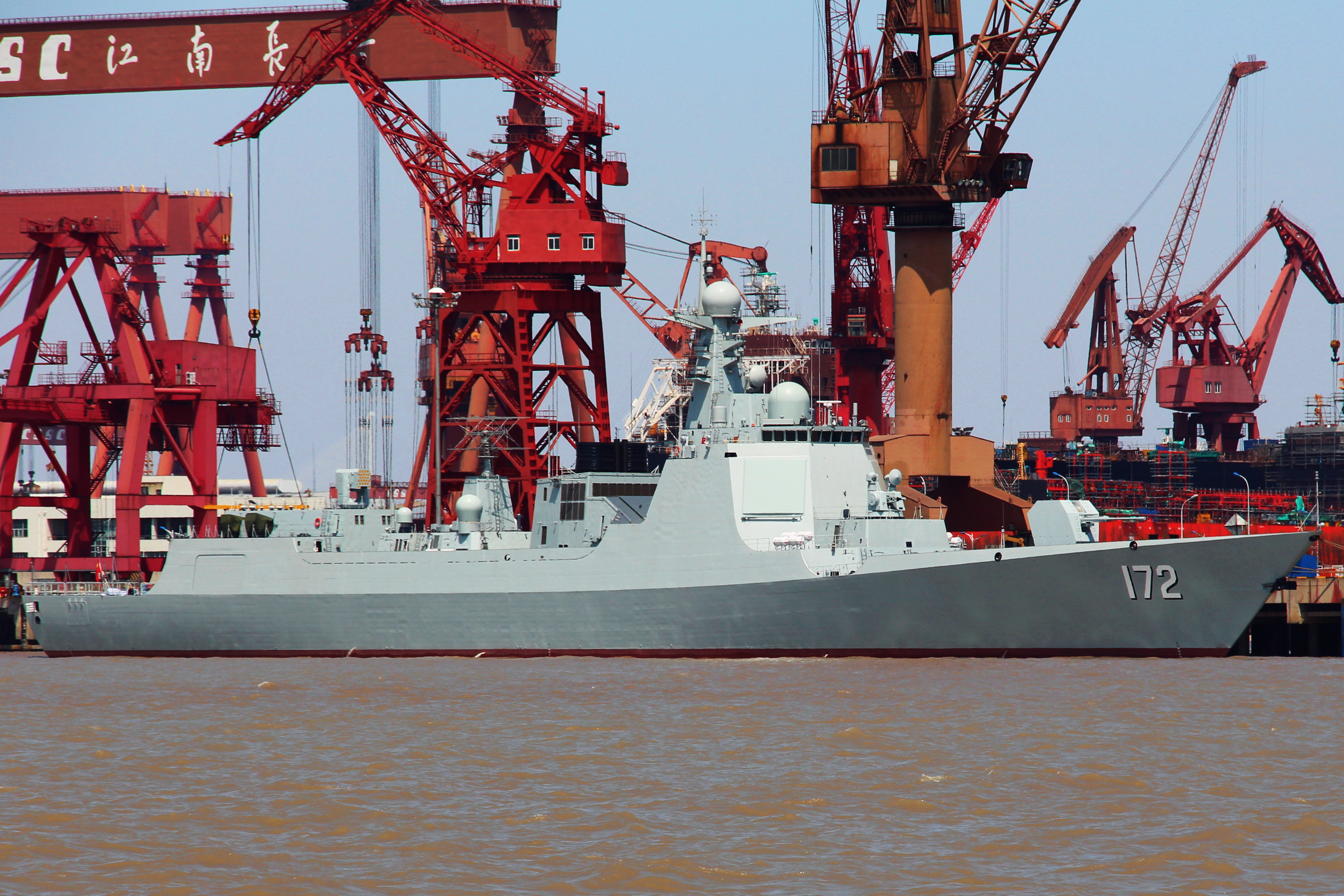
中國人民解放軍海軍052D型驅逐艦

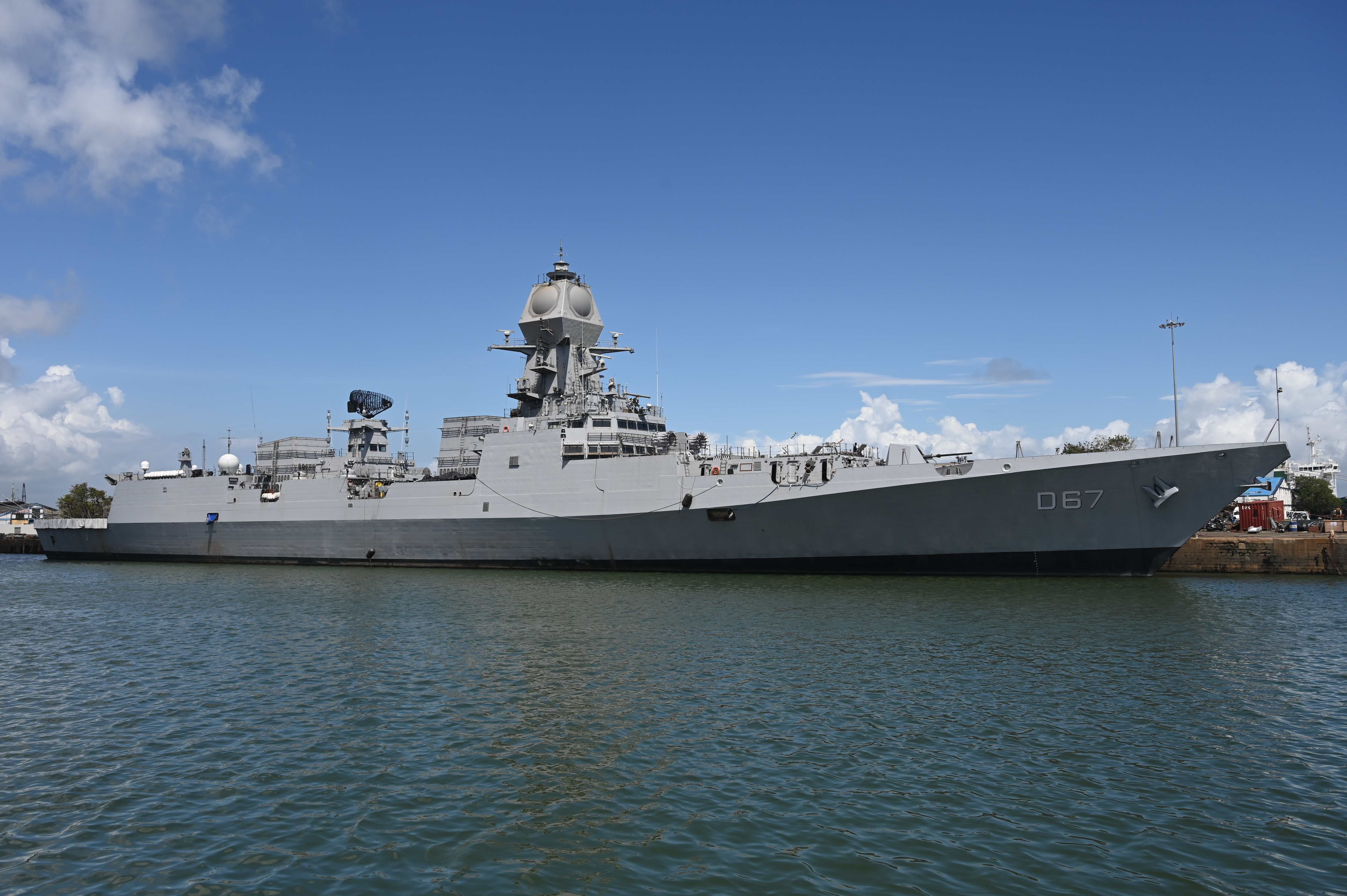
印度海軍維沙卡帕特南級驅逐艦

驱逐舰（英語：destroyer）是一种多用途的军舰，1890年代至今海军最重要的船种之一。在美国海军通用舰船分类符号中，以DD及DDG代表驱逐舰及导弹驱逐舰。驱逐舰在二战前主要被用来给作为主力的战列舰与巡洋舰提供支援，但二战后，航母开始流行，没有空战能力的战列舰就被逐步淘汰；巡洋舰在模块化的反艦飛彈技术的进步下，也显得体形过大而笨重，因而驱逐舰逐步在功能上取代了前两者的地位，成为远洋海军军舰的主力，在装甲与火力的加强下，新型驱逐舰的吨位也逐渐达到万吨的巡洋舰等级。

## 起源
驱逐舰的诞生与海军武器的进化息息相关。
1866年，英国工程师羅伯特·懷海德为奥匈帝国海军开发出白头鱼雷，这种武器射程虽然只有不到500米，但是其携带的炸药足以确实地对大型舰艇造成伤害，这一发明颠覆了过去海军舰艇越大、火炮越大，战力就越强的传统思维。所有国家都在设法把鱼雷裝在自己的军舰上，同时也在为这种武器寻找适合的载体。
1876年，英國皇家海軍製造出第一艘以魚雷為主武器的軍艦：閃電號魚雷艇，這艘魚雷艇排水量33噸、極速18.5節、武裝為2發14英吋規格的白頭魚雷。在1870年代各國巡洋艦極速只有20節的年代，這艘小型快艇為各國投下震撼彈；過去大型軍艦只有在靠泊時存在遭伏擊的風險，當魚雷艇出現後，可伏擊的場合又更多了。到1890年代，許多海軍國家都能自製魚雷艇，當時的魚雷艇已經從不滿50噸進化成50-100噸，配有小口徑艦砲，且極速上看25節，可在近海活動，配備的魚雷也更加致命。
針對這些小型艦艇威脅日趨增加，第一個想出對應手段者依舊是英國皇家海軍，1893年英國開發出哈沃克号——一种被称为“鱼雷艇驱逐舰”的军舰，设计航速26节，装有1座76毫米火炮和3座47毫米火炮，能在海上毫无困难地捕捉鱼雷艇，携带3枚450毫米鱼雷，用于攻击敌舰。德国海军发展的同类型的军舰则称为大型鱼雷艇。尽管一开始英语还会用鱼雷艇驱逐舰或TBD称呼，到了一战时所有的参战海军都只用“驱逐舰”或同义词来称呼它。
随着更多的驱逐舰进入各国海军服役，驱逐舰开始安装较重型的火炮和更大口径的鱼雷发射管，并采用蒸汽轮机作为动力，英国江河级驱逐舰已发展成伴随主力舰队的护航舰艇，英国部族级驱逐舰开始使用燃油作为燃料。编队使用的驱逐舰已经成为海军舰队的主要突击兵力，打击敌人鱼雷舰艇的同时还要对敌舰队实施鱼雷攻击。其特征可以概括为：标准排水量1,000-1,300吨，航速30-37节，多采用燃油的蒸汽渦輪發動機，装备88-102毫米舰炮以及450-533毫米鱼雷发射装置2-3座。事实上，从本质而言，驱逐舰就是一种大型的鱼雷艇，通过第一次世界大战的战火，驱逐舰取代鱼雷艇而成为一种海上鱼雷攻击的主力，如其名字一般“驱逐”鱼雷艇。

## 发展

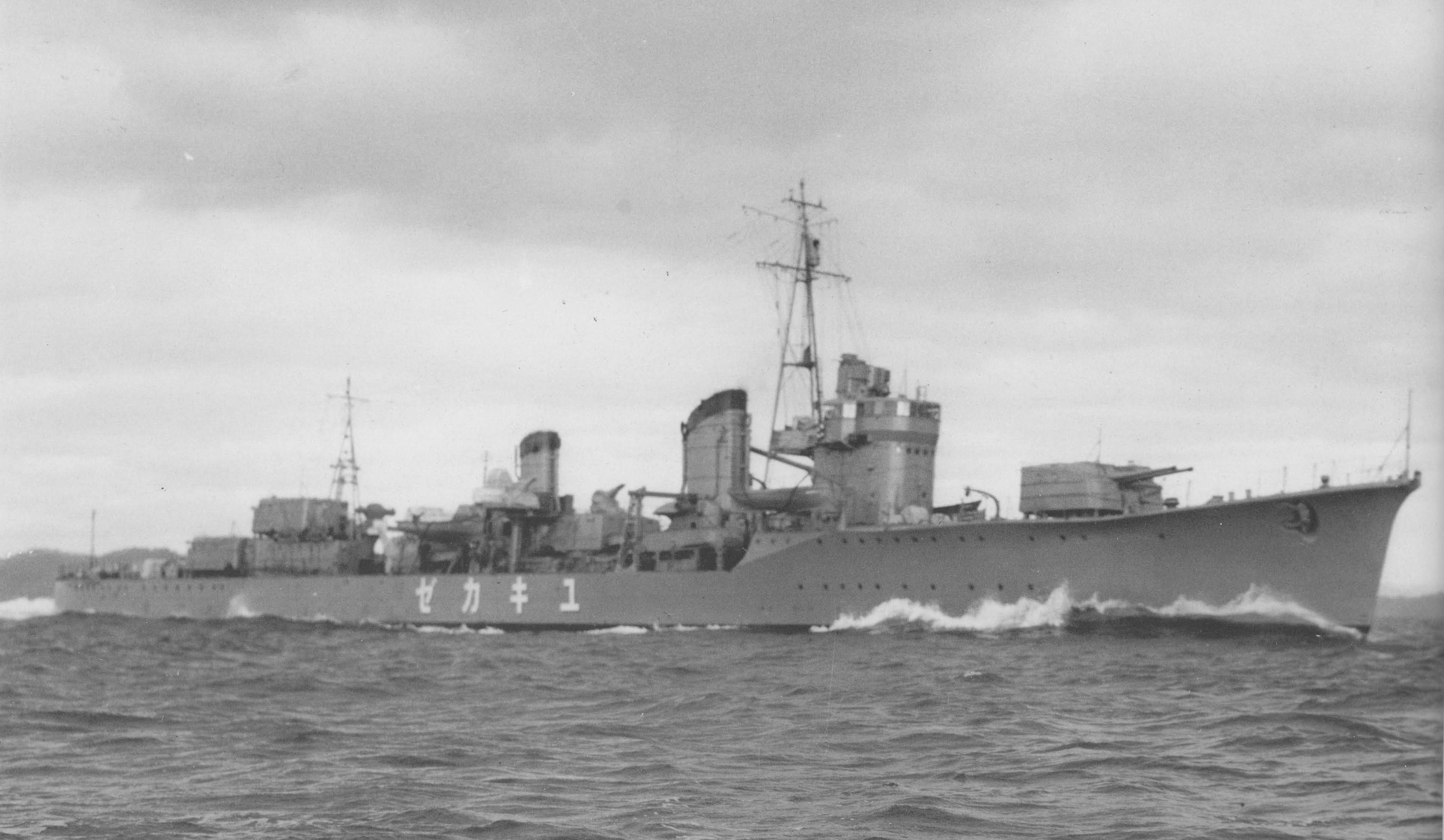
二戰日本帝國海軍雪風號驅逐艦

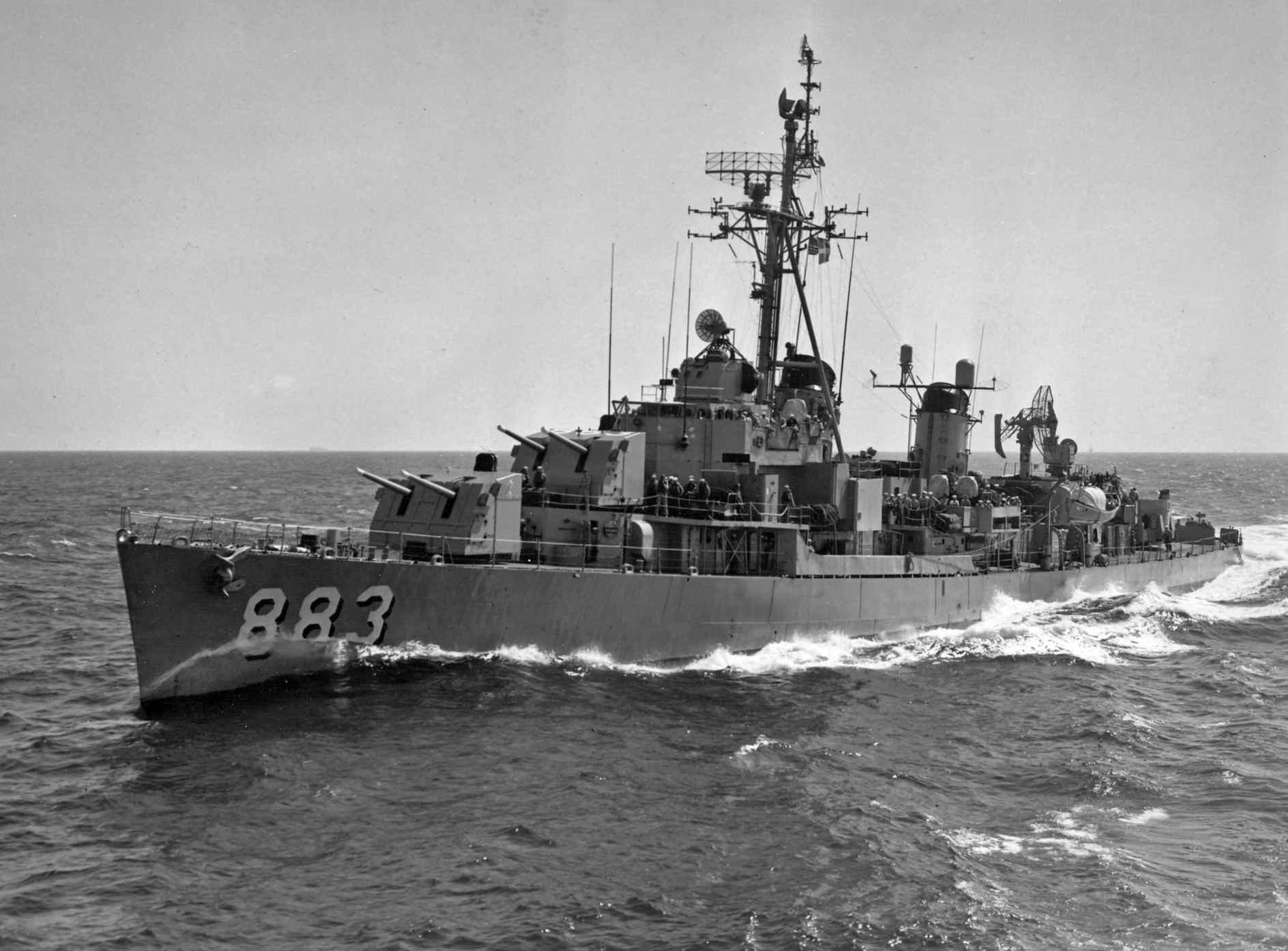
美国海軍基林级驅逐艦

在第一次世界大战中，驱逐舰携带鱼雷和水雷，频繁进行舰队警戒、布雷以及保护补给线的行动，并装备扫雷工具作为扫雷舰艇使用，甚至直接支援兩棲作戰。驱逐舰首次在大规模战斗中发挥主要作用是1914年英、德两国海军在赫尔戈兰湾发生的海战。1917年德国发动无限制潜艇战，驱逐舰安装深水炸弹充当反潜舰，成为商船队不可缺少的护航力量。随着战争的发展，驱逐舰已经具备了多用途性，逐渐向大型化方向发展，所装备的武器也更具威力。1916年英国V级驱逐舰和后续的W级驱逐舰，舰体采用较高的乾舷，装备4英寸火炮以及三联装21英寸鱼雷发射管。1917年美国批准建造111艘維克斯級驅逐艦以及162艘克萊門森級驅逐艦。驱逐舰已由执行单一任务的小型舰艇演变成舰队不可缺少的力量。
在1920年代，各国海军的驱逐舰尺寸不断增加，标准排水量为1,500吨以上，装备120至130毫米口径火炮、533至610毫米口径鱼雷发射管。驱逐舰的武器搭配和战法日益完善。英国按字母顺序命名的9级驱逐舰——A级至I级；日本的特型驱逐舰——吹雪型驅逐艦及其改进型号是这一阶段驱逐舰的典型代表。法国的美洲虎级驱逐舰以及后续建造的空想级驱逐舰，标准排水量超过2,000吨，甚至达到2,500吨，通常被称为“反驱逐舰驱逐舰”。
1930年签订的伦敦海军条约一度对缔约国——美国、英国、日本的驱逐舰排水量做出限制：排水量不超过1,850吨，主炮口径不超过5.1英寸（130）。
1936年伦敦海军条约到期，各国海军开始建造比以前更大、武备更强的驱逐舰，排水量接近或超过2,000吨。英国的部族级驱逐舰。美国的班森級驅逐艦，日本的阳炎级驱逐舰，德国的Z型驱逐舰，是这一时期驱逐舰的典型代表。虽然驱逐舰担负的任务日益广泛，但是集群攻击仍然是这些以鱼雷、火炮为主要武器的驱逐舰的主要任务。
第二次世界大战中没有任何一种海军战斗舰艇用途比驱逐舰更加广泛。战争期间的严重损耗使得驱逐舰又再被大量建造——英国利用J级驱逐舰的基本设计不断地改进而建造了14批驱逐舰，美国建造了175艘弗莱彻级驱逐舰。同时在战争期间，驱逐舰成为名副其实的“海上多面手”。

## 演变
在第二次世界大战中，战列舰的主力地位已经被航空母舰与潜艇替代。由于飞机已经成为重要的海上突击力量，驱逐舰開始装备大量小口径高射炮，加强防空火力，以担当舰队防空警戒和雷达哨舰的任务。例如日本的秋月级驱逐舰，英国的战斗级驱逐舰。针对严重的潜艇的威胁，旧的驱逐舰进行改造投入到反潜和护航作战当中，并建造出大批以英国狩猎级护航驱逐舰为代表的，以反潜为主要任务的护航驱逐舰。
第二次世界大战结束后，驱逐舰发生巨大的变化，驱逐舰因其具备多功能性而备受各国海军重视。以鱼雷攻击来对付敌人水面舰队的作战方式已经不再是驱逐舰的首要任务。反潜以及防空作战上升为其主要任务，鱼雷尺寸縮小，並成為反潜作战的主要工具，防空专用的火炮逐渐成为驱逐舰的标准装备，而且由於各種新裝備的重量超越以往魚雷以及火炮的重量，因此驱逐舰的排水量不断加大。20世纪50年代美国建造的薛曼级驱逐舰以及超大型的诺福克级驱逐舰（被称为“領導驱逐舰”）就体现出这种趋势。

## 現代驅逐艦

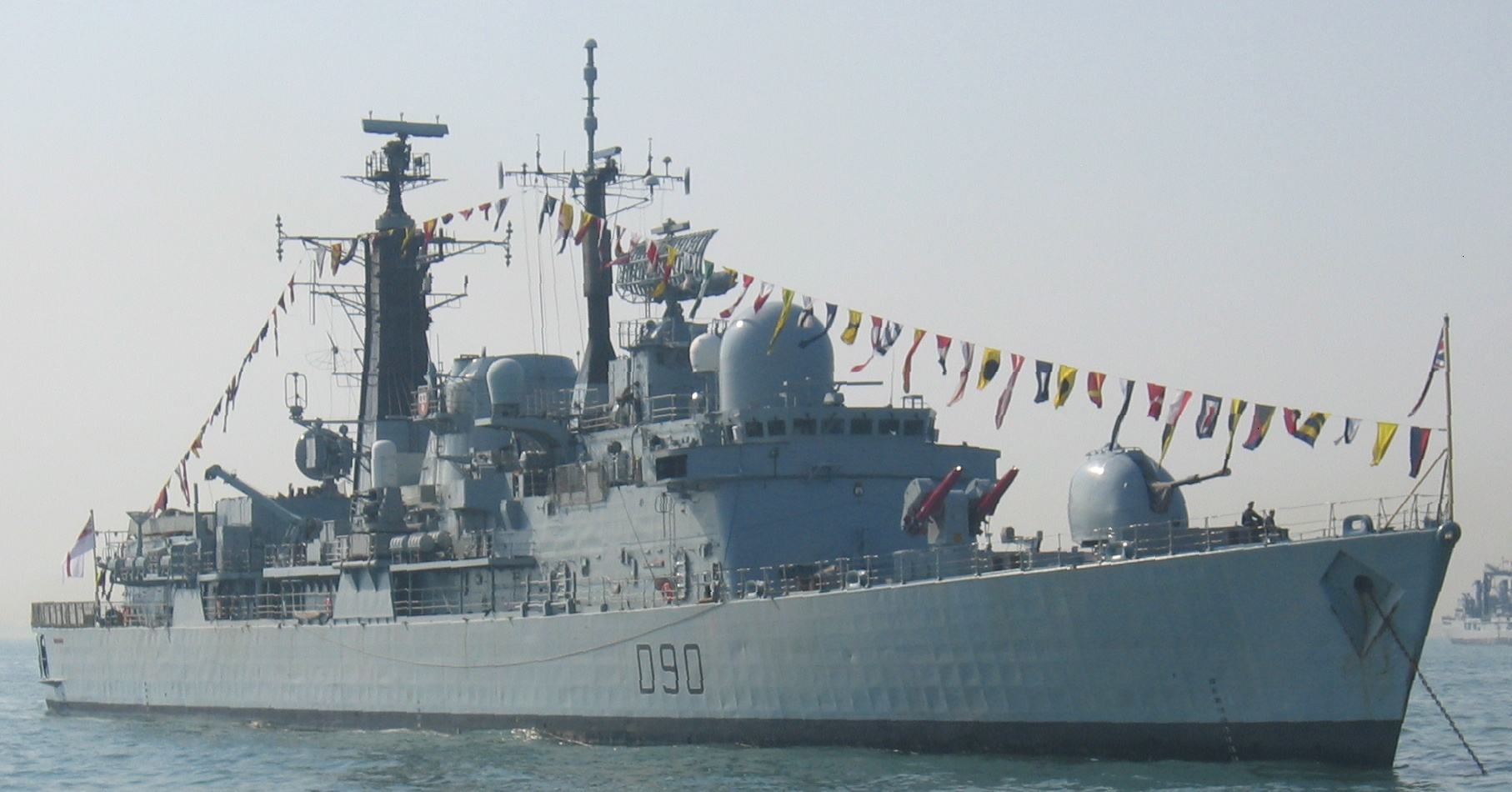
英國皇家海軍42型驅逐艦

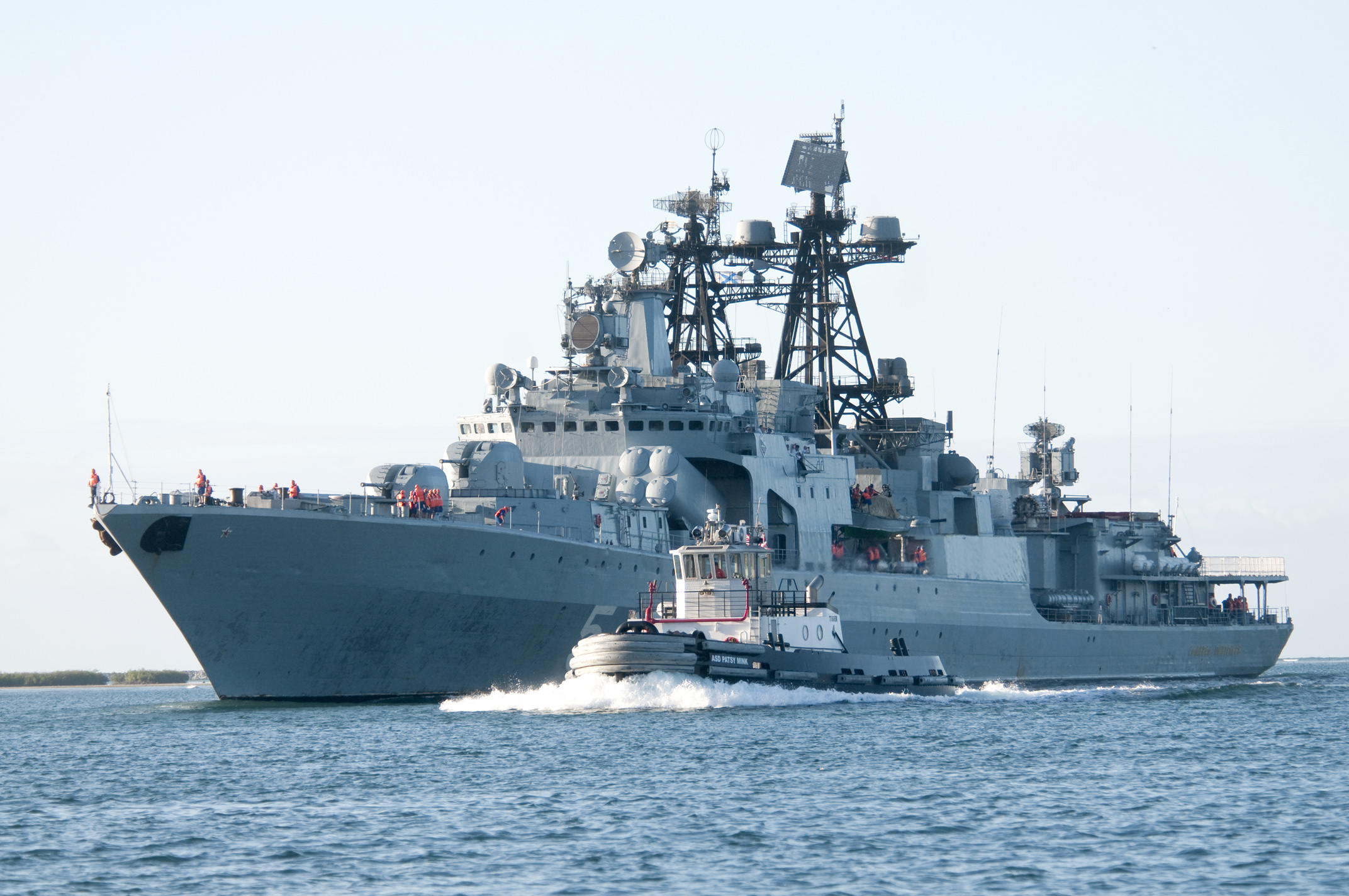
前蘇聯海军無畏級驅逐艦

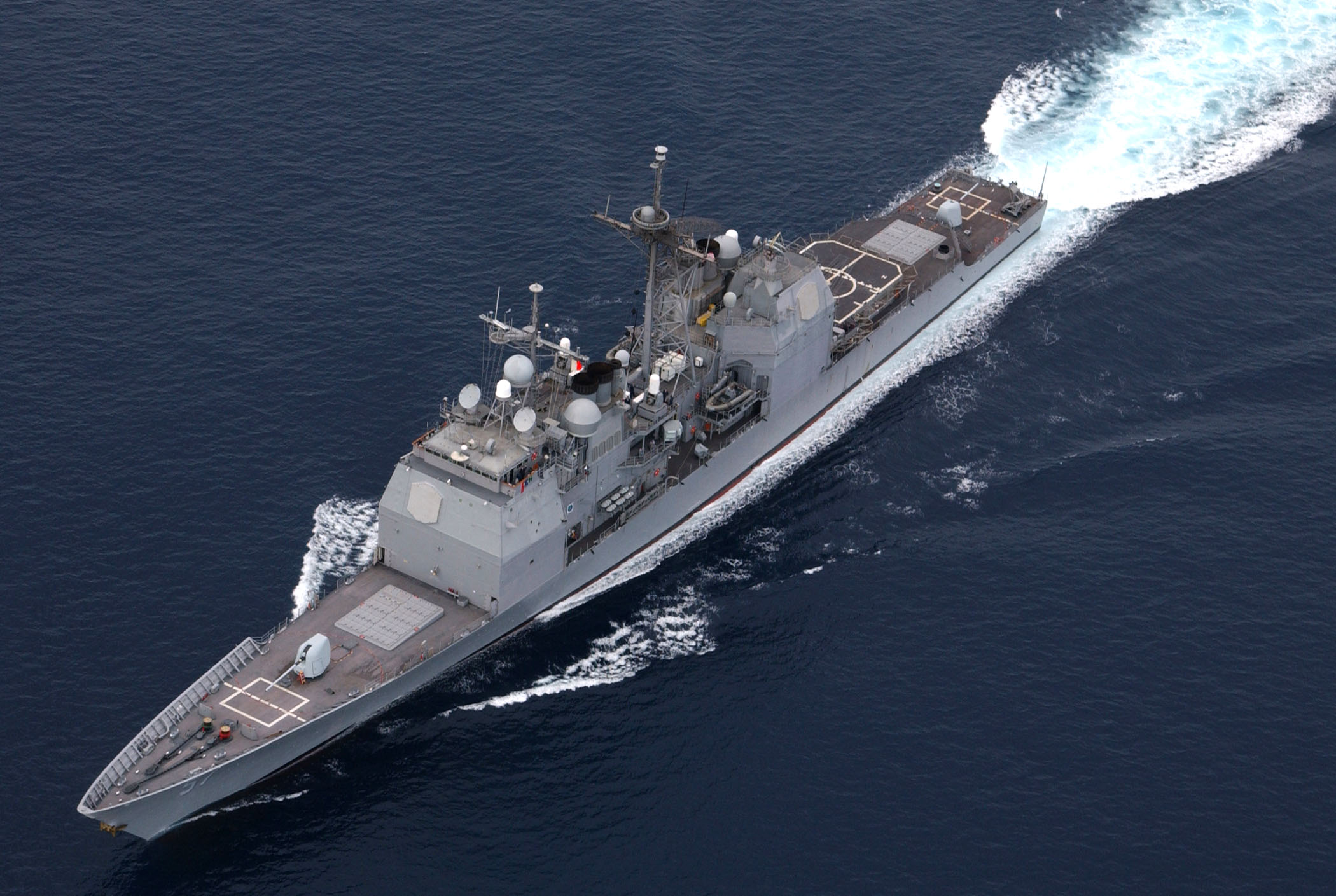
香普蘭湖號（USS Lake Champlain CG-57），1980年代建造的提康德羅加級飛彈巡洋艦本來設計為驅逐艦，它們的主要作用在於提供極強大的反空力量。出於公共關係的考慮這些船被誤名為巡洋艦，目的在於強調神盾系統的作戰能力，而從性質上它們仍然是驅逐艦

1960年代以來，隨著飛機與潛艇性能提升（尤其是喷气式飞机與核動力潛艇），以及導彈逐漸逐步應用，防空導彈、反艦導彈及反潛導彈逐步被安裝到驅逐艦上，艦載火炮不斷減少並且更加輕巧。1967年以色列海軍埃拉特号驱逐舰被反艦導彈擊沉，因此攻擊水面艦艇的任務又成為驅逐艦的重要任務。燃氣輪機開始取代蒸汽輪機作為驅逐艦的動力裝置。為搭載反潛直升機而設置的機庫和飛行甲板也被安裝到驅逐艦上。為控制導彈武器以及無線電對抗的需要，驅逐艦安裝了越來越多的電子設備。例如美國的亞當斯級驅逐艦，英國的郡級驅逐艦，蘇聯的卡辛級驅逐艦，已經演變成較大而又耗費頗多的多用途導彈驅逐艦。
1970年代，作戰資訊控制以及指揮自動化系統、導彈垂直發射裝置以及用來防禦反艦導彈的小口徑速射炮開始出現在驅逐艦上，驅逐艦越發的複雜而昂貴了。英國的42型驅逐艦試圖降低驅逐艦越來越大的排水量以及造價（在後來的戰爭中擔當艦隊防空雷達哨艦的任務遭到重大損失，5艘同級艦參與戰事，兩艘被擊沉）。而美國的斯普魯恩斯級驅逐艦、蘇聯的現代級驅逐艦、無畏級驅逐艦繼續向大型化發展，驅逐艦艦體逐漸增寬，其穩定性大大提高，它們的標準排水量達到6,000噸以上，這已經接近第二次世界大戰中的輕巡洋艦。現在部分的驅逐艦配備了可以攻擊陸地目標的長程巡弋飛彈，賦予了驅逐艦擔當進攻任務的能力，並取代了從十九世紀末使用到波斯灣戰爭為止的傳統戰艦和巡洋艦配備大口徑艦砲之對地攻擊功能。
冷戰結束後，由於二戰戰艦、巡洋艦的年老退役，現代艦隊必須有能力肩負防空、反潛、反艦等多種武器的使用，例如80年代開始的神盾系統便將這些分散於各艦的設備整合為一，既能在海軍艦艇編隊擔任進攻性的突擊任務，又能擔任作戰編隊的防空、反潛護衛任務，還可在登陸、抗登陸作戰中擔任支援兵力，以及擔任巡邏、警戒、偵察、海上封鎖和海上救援等任務。電子系統使艦體空間增大 ，艦上條件逐步改善，現代驅逐艦的艦員們因此得以在廣闊舒適的封閉艙室中值勤，利用自動化技術操縱他們的戰艦。驅逐艦從過去一個力量單薄的小型艦艇，已經成為一種多用途的中型軍艦。除了名稱留下一點痕跡之外，驅逐艦已經失去了它原來短小靈活的特點，但相對於數萬噸的超大型船艦，還是比較小的。較小的體型也讓匿蹤技術的導入變得容易，成為了21世紀驅逐艦的必要設計之一。

## 驅逐艦列表（近代，約至二戰結束）
歐洲：
- 法國：
  - 美洲虎级驱逐舰（英语：Chacal-class destroyer）
  - 猎豹级驱逐舰（英语：Guépard-class destroyer）
  - 鹰级驱逐舰（英语：Aigle-class destroyer）
  - 沃克兰级驱逐舰（英语：Vauquelin-class destroyer）
  - 空想级驅逐艦
  - 莫加多尔级驱逐舰
  - 暴风雪级驱逐舰（英语：Bourrasque-class destroyer）
  - 靈巧號驅逐艦
  - 勇敢級驅逐艦 (1938年)（英语：Le Hardi-class destroyer）

- 德國：
  - 德國二戰時期驅逐艦

- 義大利：
  - 米拉貝格級驅逐艦
  - 獅級驅逐艦
  - 塞拉級驅逐艦
  - 紹羅級驅逐艦
  - 旋風級驅逐艦
  - 航海家級驅逐艦
  - 箭級驅逐艦
  - 霹靂級驅逐艦
  - 西北風級驅逐艦
  - 奧里亞尼級驅逐艦
  - 士兵級驅逐艦
  - 金牌指揮官級驅逐艦

- 英國：
  - R級驅逐艦
  - S級驅逐艦
  - V及W級驅逐艦
  - 城級驅逐艦
  - 伏擊級驅逐艦
  - 亞馬遜級驅逐艦
  - A及B級驅逐艦
  - C及D級驅逐艦
  - E及F級驅逐艦
  - G級和H級驅逐艦
  - I級驅逐艦
  - 部族級驅逐艦
  - J級,K級和N級驅逐艦
  - 狩獵級驅逐艦
  - L及M級驅逐艦
  - O及P級驅逐艦
  - Q及R級驅逐艦
  - S及T級驅逐艦
  - U及V級驅逐艦
  - W及Z級驅逐艦
  - C級驅逐艦
  - 戰鬥級驅逐艦
  - 兵器級驅逐艦
  - G級驅逐艦
  - 勇敢級驅逐艦

亞洲：
- 中國：
  - 長風級驅逐艦（滿清時期購入）

- 日本：
  - 峯風級驅逐艦
  - 神風型驅逐艦 (二代)
  - 睦月型驅逐艦
  - 吹雪型驅逐艦
  - 初春型驅逐艦
  - 白露型驅逐艦
  - 朝潮型驅逐艦
  - 陽炎型驅逐艦
  - 夕雲型驅逐艦
  - 秋月級驅逐艦
  - 島風號驅逐艦
  - 松型驅逐艦
  - 桃型驅逐艦
  - 樅級驅逐艦
  - 若竹級驅逐艦

美洲：
- 美國：
  - 桑普森級驅逐艦
  - 考德威爾級驅逐艦
  - 維克斯級驅逐艦
  - 克萊門森級驅逐艦
  - 法拉格特級驅逐艦
  - 波特级驱逐舰
  - 马汉级驱逐舰
  - 格里德利级驱逐舰
  - 巴格里级驱逐舰
  - 索莫斯級驅逐艦
  - 班漢級驅逐艦
  - 辛姆斯级驱逐舰
  - 班森级驱逐舰
  - 格里維斯級驅逐艦
  - 佛萊契爾級驅逐艦
  - 艾倫·M·桑拿級驅逐艦
  - 羅拔·H·史密夫級驅逐艦
  - 基靈級驅逐艦

## 驅逐艦列表（現代，約冷戰初期至今）
歐洲：
- 法國： 
  - 乔治·莱格级巡防舰（英语：Georges Leygues-class frigate）
  - 卡沙级巡防舰（英语：Cassard-class frigate）

- 瑞典： 
  - 維士比級驅逐艦
  - 奧蘭級驅逐艦
  - 哈蘭級驅逐艦
  - 東哥特蘭級驅逐艦

- 英国：
  - 郡級驅逐艦
  - 82型驱逐舰
  - 42型驅逐艦

亞洲：
- 中華民國：
  - 基隆級驅逐艦（原為紀德級驅逐艦）
  - 陽字號驅逐艦
  - 太字號驅逐艦
  - 靈甫號驅逐艦
  - 伏波號驅逐艦

- 中华人民共和国：
  - 6607型驱逐舰
  - 现代级导弹驱逐舰
  - 051型导弹驱逐舰
  - 052型导弹驱逐舰

- 印度：
  - 拉傑普特級驅逐艦
  - 德里级驱逐舰

- 日本：
  - DDG：
    - 天津风号护卫舰
    - 太刀風級護衛艦
    - 旗風級護衛艦

  - DD：
    - 朝风级驱逐舰
    - 春風級驱逐舰
    - 绫波级驱逐舰
    - 村雨级護衛艦
    - 有明级驱逐舰
    - 秋月级护卫舰
    - 山云级驱逐舰
    - 高月型護衛艦
    - 峰云级驱逐舰
    - 初雪級護衛舰
    - 朝霧級護衛艦
    - 村雨級護衛艦
    - 高波型護衛艦

- ：
  - 广开土大王级驱逐舰

- 苏联 /  俄羅斯：
  - 不懼級驅逐艦
  - 科特林級驅逐艦
  - 基爾丁級驅逐艦
  - 卡寧級驅逐艦
  - 卡辛级驱逐舰
  - 现代级导弹驱逐舰
  - 无畏级驱逐舰

美洲
- 美国：
  - 蓋雅提號驱逐舰（英语：USS Gyatt）
  - 米契爾級驅逐艦
  - 福雷斯特·舍曼級驱逐舰（英语：Forrest Sherman-class destroyer）
  - 法拉格特級驱逐舰
  - 查爾斯·F·亞當斯級驅逐艦
  - 史普魯恩斯級驅逐艦
  - 紀德級驅逐艦

### 隐身驱逐舰
歐洲
- 英国：
  - 45型驱逐舰

- 法國：
  - 佛賓級驅逐艦
  - 阿基坦級巡防艦

- 義大利：
  - 安德烈亞·多里亞級驅逐艦

亞洲
- 中国：
  - 051B型导弹驱逐舰
  - 051C型导弹驱逐舰
  - 052B型导弹驱逐舰
  - 052C型导弹驱逐舰
  - 052D型导弹驱逐舰
  - 055型导弹驱逐舰 （美国国防部定位為新一代萬噸巡洋舰[3]）

- 印度：
  - 加尔各答级驱逐舰
  - 維沙卡帕特南級驅逐艦

- 日本：
  - 金刚级驅逐艦
  - 爱宕级驅逐艦
  - 摩耶級驅逐艦
  - 秋月級驱逐艦
  - 朝日级驱逐舰

- ：
  - 崔賢級驅逐艦

- ：
  - 忠武公李舜臣級驅逐艦
  - 世宗大王級驅逐艦
  - 正祖大王級驅逐艦

美洲：
- 美国：
  - 阿利伯克級驅逐艦
  - 朱瓦特級驅逐艦

大洋洲：
- - 霍巴特级驱逐舰

## 計畫中的驅逐艦
- 加拿大： 
  - 加拿大水面作戰艦

- 日本：
  - 神盾系統搭載艦（英语：Aegis system equipped vessels (ASEV)）
  - 13DDX驅逐艦

- 印度：
  - P18型驅逐艦

- 義大利：
  - DDX飛彈驅逐艦

- 大韓民國：
  - KDDX型驅逐艦

- 中華民國：
  - 新一代主戰艦

- 土耳其：
  - TF2000級驅逐艦

- 俄羅斯：
  - 暴風級驅逐艦

- 英国：
  - 83型驅逐艦
  - UXV Combatant

- 美国：
  - DDG(X)

## 外部連結
维基共享资源上的相關多媒體資源：驱逐舰